# Нюпорт Бийч
Нюпорт Бийч (на английски: Newport Beach) е град в окръг Ориндж, щата Калифорния, САЩ.
Нюпорт Бийч е с население от 86 160 жители (по приблизителна оценка от 2017 г.) а общата му площ е 103,20 км² (39,80 мили²). Нюпорт Бийч се намира на 16 км (10 мили) на юг от центъра на град Санта Ана.

## Известни личности
Родени в Нюпорт Бийч
- Дърк Къслър (р. 1961), писател

Починали в Нюпорт Бийч
- Чък Дей (1923 – 2008), автомобилен състезател
- Лия Лис (1908 – 1986), актриса
- Виктор Маклаглън (1886 – 1959), английски актьор
- Долорес дел Рио (1905 – 1983), мексиканска актриса